# Sant Sadurní d'Anoia
Sant Sadurní d'Anoia est une commune de la comarque d'Alt Penedès dans la province de Barcelone en Catalogne (Espagne).

## Démographie
11909 Hab
18.97 km2
environ 628 hab/km2

## Culture locale et patrimoine

### Personnalités liées à la commune
- Manuel Raventós i Domènech (1862-1930), entrepreneur, agronome, viticulteur et homme politique, né à Sant Sadurní d'Anoia[1];
- Joan Casanovas (1890-1942) : homme politique né à Sant Sadurní d'Anoia ;
- Jordi Bargalló (1979-) : joueur de rink-hockey né à Sant Sadurní d'Anoia ;
- Marc Gual Rosell (1980-) : joueur de rink-hockey né à Sant Sadurní d'Anoia.